# احمد نعمت‌الهی
احمد نعمت‌الهی(به انگلیسی: Ahmad Nematollahi)(زادهٔ ۲۰ آبان ۱۳۷۲ در تهران) بازیکن فوتبال اهل ایران است.

## دوران باشگاهی
احمد نعمت الهی بعد از بازی های درخشانی که در باشگاه استقلال در سال 2014 انجام داد مورد بی توجهی مدیران این باشگاه قرار گرفت و مجبور به ترک این باشگاه شد. و به تیم صبای قم پیوست و بعد از چند سال این بازیکن تصمیم به لژیونر شدن گرفت و اکنون در  لیگ برتر آذربایجان در تیم رکورد کلوب بازی میکند.